# Allakh-Ioun
L'Allakh-Ioun (en russe : Аллах-Юнь) est une rivière de Russie qui coule en Sibérie orientale. C'est un affluent de la rivière Aldan en rive droite, donc un sous-affluent de la Léna par l'Aldan.

## Géographie
L'Allakh-Ioun traverse la République de Sakha. Il prend sa source dans la partie sud-est des monts de Verkhoïansk. Après sa naissance la rivière se dirige globalement vers le sud-sud-ouest. Peu après avoir baigné la petite localité d'Oust-Inykchan, elle entame une large boucle vers le nord-ouest, puis s'oriente franchement vers l'ouest. Elle finit par se jeter dans l'Aldan entre Charabarina et Oust-Allakh.
La rivière est longue de 586 kilomètres ; son bassin versant a une superficie de 24 300 km2, surface comparable à celle de la région française de Lorraine.
La rivière est généralement gelée depuis octobre, jusqu'au mois de mai. 

## Hydrométrie - Les débits mensuels à Allakh
L'Allakh-Ioun est un cours d'eau abondant mais extrêmement irrégulier. Son débit a été observé pendant 55 ans (entre 1945 et 1999) à Allakh, localité située à 16 kilomètres de son débouché dans l'Aldan. 
Le débit inter annuel moyen ou module observé à Allakh durant cette période était de 171,5 m3/s pour une surface de drainage de 24 200 km2, soit la quasi-totalité du bassin versant de la rivière. La lame d'eau écoulée dans ce bassin se monte ainsi à 224 millimètres par an, ce qui doit être considéré comme normal dans le contexte du sud-est du bassin de la Léna. 
Rivière alimentée en partie par les pluies d'été et aussi par la fonte des neiges et des glaces, l'Allakh-Ioun est un cours d'eau de régime pluvio-nival qui présente deux saisons bien marquées. 
Les hautes eaux se déroulent de la fin du printemps au début de l'automne, du mois de mai au mois de septembre inclus, avec un sommet très net en juin qui correspond au dégel. Le bassin bénéficie de bonnes précipitations durant l'été, particulièrement sur les hauts sommets du bassin. Elles tombent sous forme de pluie en été, ce qui explique que le débit de juin à septembre soit abondant. En octobre, le débit de la rivière s'effondre, ce qui mène à la période des basses eaux, liée aux très basses températures de l'hiver est-sibérien. Cette saison de basses eaux, d'une durée de six mois au moins, a lieu de fin octobre à début mai et correspond aux importantes gelées qui s'abattent sur toute la région. 
Le débit moyen mensuel observé en février (minimum d'étiage) est de 0,75 m3/s, très peu de chose rien comparé au débit du mois de juin (559 m3/s), ce qui souligne l'amplitude extrêmement élevée des variations saisonnières. Sur la durée d'observation de 55 ans, le débit mensuel minimal a été de 0,03 m3/s en mars 1957, tandis que le débit mensuel maximal s'élevait à 1 250 m3/s en juin 1988. 
En ce qui concerne la période estivale, libre de glaces (de juin à septembre inclus), le débit mensuel minimum observé a été de 85,2 m3/s en septembre 1992, niveau restant encore fort appréciable.